# All Lives Matter
 (mars 2025).
All Lives Matter (de l'anglais, « toutes les vies comptent » ou « la vie de tous compte ») est un slogan né en réponse au mouvement Black Lives Matter, associé à la critique de celui-ci. « All Lives Matter », tout comme « Blue Lives Matter, » est lui-même critiqué pour le fait qu'il prétend que le slogan « Black Lives Matter » impliquerait que les vies des Afro-Américains seraient plus importantes que les autres, alors que le mouvement dénonce au contraire le fait que les vies afro-américaines sont sous-évaluées vis-à-vis des autres,,. « All Lives Matter » est un rejet conservateur de la reconnaissance des violences policières et des violences ethniques contre les Afro-Américains qui sont la raison d'être du mouvement Black Lives Matter,,.

## Partisans
Plusieurs individus notables ont soutenu All Lives Matter, comme le sénateur Tim Scott. Le joueur de football américain Richard Sherman a soutenu le message All Lives Matter, disant : « Je maintiens ce que j'ai dit que All Lives Matter et que nous sommes des êtres humains ». En juin 2015, la candidate démocrate à la présidentielle Hillary Clinton a fait face à des réactions violentes après avoir utilisé l'expression dans une église afro-américaine du Missouri pendant sa campagne présidentielle. Le rappeur américain controversé XXXTentacion a été critiqué lorsqu'il a soutenu le mouvement dans le clip de sa chanson à succès Look At Me!. La vidéo représentait un homme noir qui pendait un enfant blanc. Après des critiques, il a déclaré que le but était de montrer que vous ne pouvez pas justifier le fait que j'ai assassiné un enfant… J'essaie de montrer que le meurtre est un meurtre. De manière similaire à sa chanson Riot qui critiquait de nombreux émeutiers associés au mouvement Black Lives Matter.
Ben Carson est un partisan de All Lives Matter et des critiques plus durs du mouvement Black Lives Matter en général. Le sénateur Rand Paul a fait valoir que Black Lives Matter « se concentrait sur les mauvaises cibles », déclarant : « Je pense qu'ils devraient peut-être changer de nom - s'ils étaient All Lives Matter ou Innocent Lives Matter ». En 2016, le candidat à la présidentielle et futur président Donald Trump affirme que Black Lives Matter est un terme qui « divise l’Amérique ».

### Opinion publique
Un sondage effectué en 2015 par l'institut de sondage conservateur Rasmussen Reports révèle que 78 % des Américains interrogés estiment que la déclaration All Lives Matter est plus « proche de [leur] propre » point de vue que ne l'est Black Lives Matter. 11 % des personnes interrogées déclarent que la déclaration Black Lives Matter était plus proche de leurs croyances. 9 % déclarent qu'aucune de ces déclarations ne reflétait leur propre point de vue.

## Critique

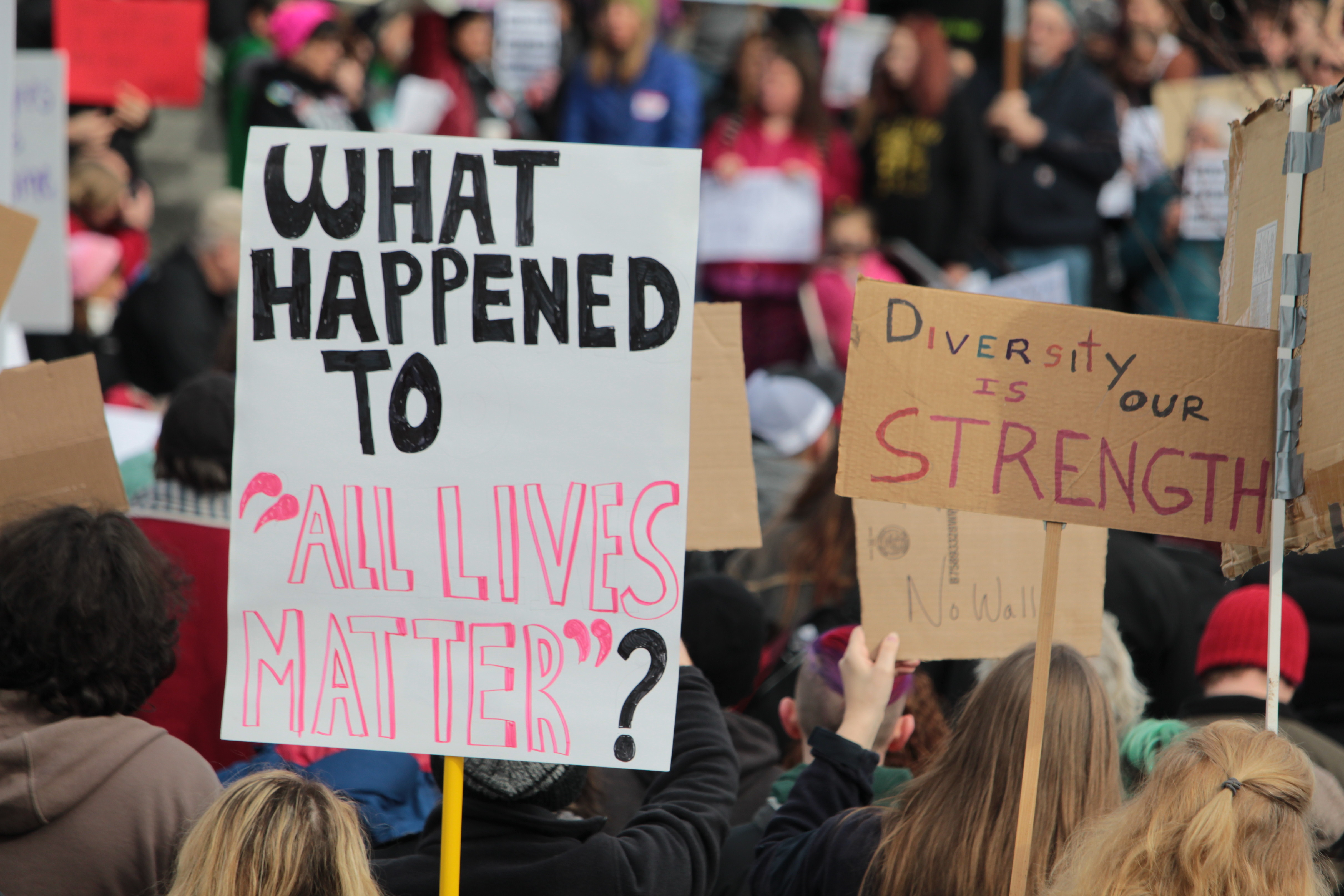
Qu'est-il arrivé à All Lives Matter ?, Signe lors d'une manifestation contre Donald Trump.

Dans Real Time with Bill Maher, Bill Maher a exprimé son soutien à l'utilisation de l'expression Black Lives Matter, déclarant que « All Lives Matter implique que toutes les vies sont également en danger, et ce n'est pas le cas ». 
Selon le professeur David Theo Goldberg,  s'il faut insister sur le fait que toutes les vies se valent, c'est parce qu'aux États-Unis, dans les faits, les vies des Noirs ont moins d'importance que celles des autres ; ainsi All Lives Matter reflète une vision du « rejet racial, de l'ignorance et du déni ». 
Les fondateurs du mouvement Black Lives Matter ont répondu aux critiques portant sur le caractère exclusif de leur mouvement, en disant : « Black Lives Matter ne signifie pas que votre vie n'est pas importante – cela signifie que les vies noires, qui sont vues sans valeur dans la suprématie blanche, sont importantes pour votre libération. » Dans une interview vidéo avec Laura Flanders, la cofondatrice du mouvement Black Lives Matter, Alicia Garza a déclaré que « changer Black Lives Matter en All Lives Matter est une démonstration de la façon dont nous ne comprenons pas réellement le racisme structurel dans ce pays ». Elle a poursuivi en disant que les autres vies valaient plus que les vies noires et que retirer la noirceur de cette équation était inapproprié[réf. nécessaire].
Le président Barack Obama a une fois évoqué le débat entre Black Lives Matter et All Lives Matter. Obama a déclaré : « Je pense que la raison pour laquelle les organisateurs ont utilisé l'expression Black Lives Matter n'était pas parce qu'ils laissaient entendre que la vie de personne d'autre n'avait d'importance… Mais qu'ils suggéraient plutôt qu'il y a un problème spécifique qui se produit dans la communauté Afro-Américaine qui ne se produit pas dans les autres communautés. ». Il a également déclaré que « c'est une question légitime que nous devons régler. »
En juillet 2016, USA Today a conclu de la pensée de la professeure de sociologie de l'université Columbia, Carla Shedd, que l'expression « All Lives Matter peut en fait être interprétée comme raciste ». Il a également cité le professeur Joe Feagin, qui a déclaré que les Blancs utilisent l'expression All Lives Matter pour ignorer le mouvement Black Lives Matter, qu'il a décrit comme « déjà une question de liberté et de justice pour tous ».USA Today a rapporté que certaines célébrités qui avaient tweeté en utilisant le hashtag #AllLivesMatter, dont Jennifer Lopez et Fetty Wap, avaient supprimé les tweets et s'étaient excusées. Wap a déclaré qu'il ne comprenait pas parfaitement le hashtag. Il a également mentionné le caricaturiste Kris Straub, qui a tweeté une caricature intitulée All Houses Matter, montrant un incendie de maison, pour illustrer ce qu'il considérait comme le problème avec le terme. 

### Incident de graffiti de la société Facebook
Le 24 février 2016, Mark Zuckerberg, président directeur général de l'entreprise des réseaux sociaux Facebook, a envoyé une note interne à l'ensemble de l'entreprise aux employés réprimandant officiellement les employés qui avaient barré des phrases manuscrites « Black Lives Matter » sur les murs de l'entreprise pour y écrire à la place « All Lives Matter ». Facebook permet aux employés d'écrire gratuitement des pensées et des phrases sur les murs de l'entreprise. La note de service a ensuite été divulguée par plusieurs employés. Zuckerberg y écrit qu'il considérerait désormais cette pratique d'écrasement non seulement irrespectueuse, mais « malveillante également ». Selon la note de service de Zuckerberg, « Black Lives Matter ne signifie pas que d'autres vies ne le sont pas – cela demande simplement que la communauté noire obtienne également la justice qu'elle mérite ». Il ajoute que l'acte de rayer quelque chose en soi, « signifie faire taire le discours, ou que le discours d'une personne est plus important que celui d'une autre ».